# Marovoay

Palmer i Marovoay

Marovoay är en stad och kommun i västra Madagaskar. Marovoay ligger i distriktet med samma namn som är en del av provinsen Mahajanga i regionen Boeny. Orten ligger precis intill floden Betsiboka, vilket ger bra fraktmöjligheter. Orten har 39 290 (2018) och kommunen 65 000 (2001). En majoritet, cirka 60 % av kommuninvånarna livnär sig på jordbruk. Andra är dock uppfödare av boskap, fiskare eller jobbar i industrier. I staden finns sjukhus och utbildning, och den är cirka 4 mil från Ankarafantsika National Park.